# Annual Review of Cell and Developmental Biology
Annual Review of Cell and Developmental Biology è una rivista scientifica sottoposta a revisione paritaria e pubblicata dalla casa editrice Annual Reviews dal 1985. Pubblica un volume annuale di articoli di revisione relativi ai campi della biologia cellulare e della biologia dello sviluppo. Dal 2018 la caporedattrice è Ruth Lehmann. Nel 2024 il fattore di impatto è stato 11,4. A partire dal 2023, Annual Review of Cell and Developmental Biology viene pubblicato in modalità di accesso aperto, secondo il modello Subscribe to Open.

## Storia
A partire dal 1969, vari scienziati suggerirono all'Annual Reviews di fondare una rivista che pubblicasse articoli di revisione rilevanti per la biologia cellulare. Anche Marilyn Farquhar, presidente nel 1982 dell'American Society for Cell Biology, era dell'avviso che una rivista del genere sarebbe stata utile. Nel 1983, Farquhar e altri scienziati parteciparono a una riunione presso l'Annual Reviews per pianificare gli argomenti e gli autori del primo volume.
L'Annual Review of Cell Biology pubblicò il suo primo volume nel 1985, avendo George E. Palade come caporedattore. A partire dall'undicesimo volume, pubblicato nel 1995, la rivista fu pubblicata con il nome attuale di Annual Review of Cell and Developmental Biology. Il cambiamento del titolo avvenne per riconoscere che un terzo delle revisioni pubblicate dalla rivista fino a quel momento riguardava la biologia dello sviluppo. A partire dal 2021, viene pubblicata sia in formato cartaceo che elettronico. A partire dal 2023, viene pubblicata in modalità di accesso aperto, secondo il modello Subscribe to Open.

## Perimetro editoriale
L'Annual Review of Cell and Developmental Biology identifica il suo perimetro editoriale con la copertura delle innovazioni più significative nei campi della biologia cellulare e dello sviluppo. Sono incluse anche le seguenti sotto-discipline: l'organizzazione delle strutture e delle funzioni all'interno della cellula, lo sviluppo cellulare, l'evoluzione cellulare per gli organismi unicellulari e multicellulari, i modelli di biologia molecolare e gli strumenti di ricerca. A partire dal 2005, ogni volume inizia con un capitolo introduttivo scritto da un eminente biologo cellulare o dello sviluppo in cui riflette sulla propria carriera ed esperienza.

## Indicizzazione
Gli abstract e gli articoli sono indicizzati da: Scopus, Science Citation Index Expanded, MEDLINE, EMBASE, Chemical Abstracts Core e Academic Search, tra gli altri.
Secondo il Journal Citation Reports, la rivista ha ricevuto per il 2024 un fattore di impatto pari a 11,4, collocandosi al primo posto fra 39 titoli nella categoria "Biologia dello sviluppo" e al ventitreesimo posto su 205 titoli nella categoria "Biologia cellulare".

## Processo editoriale
Al vertice dell'Annual Review of Ecology, Evolution and Systematics stanno il redattore o alcuni co-redattori. Il redattore è assistito dal comitato editoriale, che comprende i redattori associati, i membri regolari e, occasionalmente, dei redattori ospiti.
I membri ospiti partecipano su invito del direttore e hanno un mandato di un anno. Tutti gli altri membri del comitato editoriale sono nominati dal consiglio di amministrazione di Annual Reviews e hanno un mandato di cinque anni. Il comitato editoriale determina quali argomenti devono essere inclusi in ogni volume e sollecita revisioni da parte di autori qualificati. La revisione paritaria degli articoli accettati è effettuata dal comitato editoriale.

### Redattori dei volumi
Le date indicano gli anni di pubblicazione in cui qualcuno è stato accreditato come caporedattore o co-redattore di un volume di una rivista. Il processo di pianificazione di un volume inizia molto prima della sua pubblicazione. Un redattore poteva comunque essere presentato come caporedattore di un volume che aveva contribuito a pianificare, anche se era andato in pensione o deceduto prima della sua pubblicazione.
- George E. Palade (1985–1993)[2]
- James A. Spudich (1994–1998)[2]
- Randy Schekman (1999–2017)[11]
- Ruth Lehmann (2018–present)[12]

### Comitato editoriale
Al 2025, il comitato editoriale risulta composto dai redattori e dai seguenti membri:
- Michael L. Dustin
- Hiroshi Hamada
- Alexander D. Johnson
- Nipam H. Patel
- Samara L. Reck-Peterson
- Erin M. Schuman
- Hao Yu.